# Berliner FC Südring
Berliner FC Südring is een Duitse voetbalclub uit de hoofdstad Berlijn, meer bepaald uit het stadsdeel Kreuzberg. De club speelde van 1945 tot 1969 in de eerste of tweede klasse.

## Geschiedenis
De club werd opgericht in 1935 als SC Südring Berlin. De club is de officieuze opvolger van arbeidersportclub SpVgg Fichte Berlin, dat in 1933 verboden werd door de NSDAP. Voor het einde van de Tweede Wereldoorlog slaagde de club er niet in door te stoten naar het hoogste niveau. Na de oorlog werd de club heropgericht als SG Südring en nam deel aan het eerste seizoen van de Berliner Stadtliga, dat in vier reeksen opgedeeld was. De club eindigde derde na SG Osloer Straße en SG Mariendorf. Hiermee plaatste de club zich voor het volgende seizoen waarin de Stadtliga slechts uit één reeks bestond. De Stadtliga was een van de vijf hoogste divisies van West-Duitsland. De concurrentie was sterker en de club kon maar net de degradatie vermijden. Na dit seizoen werd opnieuw de naam SC Südring aangenomen. In 1950 scheidde een deel van de club zich af en ging verder onder de naam BFC Eintracht. De clubnaam werd nu gewijzigd in BFC Südring. Na enkele middenmootplaatsen degradeerde de club in 1950/51 uit de hoogste klasse. Südring werd een modelliftploeg en promoveerde of degradeerde elk seizoen voor de rest van de jaren vijftig, na een nieuwe promotie in 1960 kon de club eindelijk het behoud verzekeren. De promotie kwam er doordat kampioen PSV Berlin aan de promotie verzaakte. De club zweefde de volgende drie seizoenen tussen de zesde en zevende plaats op tien clubs. Door de invoering van de Bundesliga na seizoen 1962/63 moest de club naar de nieuwe Regionalliga, die nu de tweede klasse werd. De club moest wel eerst een kwalificatiewedstrijd spelen tegen SC Gatow en won deze.
De club eindigde meestal in de middenmoot en de beste notering was een zesde plaats in 1968. Dit werd echter gevolgd door een degradatie. In 1974 werd de club nog vicekampioen achter SC Staaken in de Amateurliga, maar het volgende seizoen degradeerde de club en verdween in de anonimiteit.
In 2019 promoveerde de club naar de Bezirksliga, waar de club tot 2024 speelde.